# Doria Shafik
Doria Shafik (14 de dezembro de 1908 - 20 de setembro de 1975) foi uma ativista feminista sufragista egípcia, poetisa, editora e uma das principais líderes do movimento da libertação das mulheres no Egito.
Ela fundou a organização feminista e partido político "União das Filhas do Nilo" dedicada a educar e organizar politicamente mulheres trabalhadoras de todas as classes para lutarem por seus direitos. Doria Shafik liderou greves, protestos e durante os acontecimentos da Revolução Egípcia de 1952, ela organizou uma força paramilitar de mulheres para se juntar à resistência contra a ocupação britânica nas cidades ao redor do Canal de Suez. Como resultado direto de seus esforços, as mulheres egípcias receberam o direito de voto na constituição do país.

## Biografia
Doria nasceu em Tanta, no Delta do Nilo, ao norte do Egito, e estudou em uma escola missionária francesa . Aos 16 anos, ela se tornou a mais jovem egípcia a ter o diploma de Bacharelado em França. Aos 19, consguiu uma bolsa do Ministério da Educação egípcio para estudar na Universidade Sorbonne em Paris .Ela também estudou para um doutorado em filosofia na Sorbonne. Doria escreveu duas teses, uma refutando a visão de que a arte do Egito Antigo tinha fins meraente utilitários, e a segunda, argumentando sobre o reconhecimento dos direitos iguais para as mulheres. Doria obteve seu pós doutorado (PhD) com altas qualificações (menções honrosas).
Ela viveu em França até 1940, quando retornou para o Egito com a expectativa de contribuir para a educação da juventude de seu país, mas foi rejeitada pelo reitor da Faculdade de Letras da Universidade do Cairo, que negou-lhe um cargo de professora sob o pretexto de que ela era "moderna demais". Em 1945, a princesa Xivaquiar, a primeira esposa do então ex-rei Fuad I do Egito, ofereceu a Doria Shafik o cargo de editora-chefe da La Femme Nouvelle, uma revista cultural e literária francesa dirigida à elite do país. Shafik aceitou a proposta e, com a morte de Chevicar em 1947, assumiu total responsabilidade pela revista, incluindo seu financiamento. Sob sua direção, La Femme Nouvelle ganhou status regional. No mesmo ano, Shafik fundou outra revista, dessa vez voltada para as mulheres egípcias, chamada Bint Al Nil (Filha do Nilo), com o objetivo de educar. A revista incluía uma secção sobre política. A primeira edição foi lançada em novembro de 1945 e quase imediatamente esgotada.
Em 1948, Shafik criou a organização sindical União Filhas do Nilo, para ajudar a resolver os principais problemas sociais das mulheres e garantir a inclusão delas nas políticas de seu país. O sindicato também trabalhou para erradicar o analfabetismo, criando centros para esse fim em todo o país, montando um escritório de empregos e um refeitório para mulheres trabalhadoras. Além disso promovia programas de colaboração entre as mulheres e eventos culturais, incluindo performances teatrais.

## Percurso
Em fevereiro de 1951, Doria conseguiu reunir secretamente 1.500 mulheres dos dois principais grupos feministas do Egito (Filhas do Nilo e a União Feminista Egípcia) em uma marcha que interrompeu o Parlamento por quatro horas depois de se reunirem com uma série de demandas relacionadas aos direitos socioeconômicos das mulheres. Mufidah Abdul Rahman foi escolhido para defender Shafik no tribunal em relação a isso. Quando o caso foi a julgamento, muitos apoiadores de Filhas do Nilo compareceram ao tribunal, e o juiz adiou a audiência indefinidamente. No entanto, apesar das promessas do Presidente do Senado, não houve melhoria em relação aos direitos das mulheres.
Enquanto os egípcios faziam campanha para se tornarem independentes da Grã-Bretanha, ela criou a primeira unidade paramilitar feminina, uniformizada, que reunia 2.000 mulheres preparadas para a luta armada, dentro das Filhas do Nilo. E em janeiro de 1952, ela liderou uma brigada de seus membros para cercar e fechar uma agência do banco Barclays Bank, um símbolo do domínio colonial britânico.
Após a Revolução Egípcia de 1952, Shafik solicitou e obteve o reconhecimento governamental do Filhas do Nilo como um partido político, tendo a própria Doria Shafik como presidente. Contudo, com o passar dos anos o novo regime militar não trouxe as mudanças esperadas para a causa das mulheres. Doria Shafik iniciou uma nova tática: ela anunciou uma greve de fome no sindicato dos jornalistas, que mais tarde seria adotada por outras mulheres do movimento. A greve começou em 12 de março de 1954, em protesto contra a criação de um comitê constitucional sem mulheres. Ela encerrou sua greve oito dias depois, ao receber uma declaração por escrito de que o presidente Naguib estava comprometido em crirar uma constituição que respeitava os direitos das mulheres.
Como resultado do interesse despertado por sua greve de fome, Shafik foi convidada para dar palestras na Ásia, Europa e Estados Unidos sobre as mulheres egípcias. Ela viajou para Itália, Inglaterra, França, Estados Unidos, Japão, Índia, Ceilão e Paquistão.
Contudo, ainda em 1954, Gamal Abdel Nassar entra no poder e proíbe todos os partidos.
Em 1956, como resultado dos esforços de Shafik, as mulheres receberam o direito de voto de acordo com a nova constituição, com a condição, entretanto, de que fossem alfabetizadas - o que não era um pré-requisito para o voto masculino.
Em 1957, Shafik empreendeu uma segunda greve de fome, dessa vez na embaixada da Índia, em protesto contra o regime ditatorial do presidente Gamal Abdel Nasser . Como resultado, ela foi colocada em prisão domiciliar por Nasser, seu nome foi banido da imprensa e suas revistas de circulação.  Ela foi acusada pela imprensa de traidora do governo e expulsa do próprio partido. Com poucos aliados, ela foi forçada a passar 18 anos em reclusão.
Após sua prisão domiciliar, Doria Shafik levou uma vida solitária. Ela se suicida em 1975, ao pular da própria varanda.
Além de seu ativismo político pelo direito das mulheres e do seu trabalho como editora, ela escreveu livros em árabe e francês, dentre eles um romance, L'Esclave Sultane, vários volumes de poesia publicados por Pierre Fanlac, foi casada com um advogado por 31 anos e teve duas filhas.
Sua história foi biografada em 1996 pela jornalista Cynthia Nelson no livro Doria Shakif, Egyptian Feminist: A Woman Apart.
Em 14 de dezembro de 2016, o Google dedicou a ela um Doodle pelo 108º aniversário de seu nascimento. O Doodle alcançou todos os países do mundo árabe. Em 2018, o New York Times publicou um obituário tardio para ela.